# Luís Vasco Nogueira Prista
Luís Vasco Nogueira Prista (1925 - 2004), ou Professor Prista (como é lembrado por seus alunos e discípulos) foi um professor de tecnologia farmacêutica no Departamento de Tecnologia Farmacêutica da Faculdade de Farmácia da Universidade do Porto em Portugal. É uma das principais personalidades da ciência farmacêutica nos países que falam português.

## Publicações científicas
Embora tenha sido autor de diversos artigos e livros científicos sobre ciência farmacêutica, seu trabalho de maior notoriedade é a série de livros Técnica Farmacêutica e Farmácia Galénica que inclui três volumes sobre tecnologia farmacêutica e é muito utilizado nas faculdades de farmácia no Brasil e em Portugal.